# U-18 (1936)
| U-18                       | U-18                                                | U-18                                                |
| -------------------------- | --------------------------------------------------- | --------------------------------------------------- |
|                            |                                                     |                                                     |
|                            |                                                     |                                                     |
|                            |                                                     |                                                     |
| Під прапором               | Третій рейх                                         | Третій рейх                                         |
| Порт приписки              | Мемель Кіль Вільгельмсгафен Констанца               | Мемель Кіль Вільгельмсгафен Констанца               |
| Спуск на воду              | 7 грудня 1935                                       | 7 грудня 1935                                       |
| Виведений зі складу флоту  | 25 серпня 1944                                      | 25 серпня 1944                                      |
| Сучасний статус            | затоплений                                          | затоплений                                          |
| Проєкт                     |                                                     |                                                     |
| Тип ПЧ                     | Малий ДПЧ                                           | Малий ДПЧ                                           |
| Основні характеристики     |                                                     |                                                     |
| Швидкість (надводна)       | 13 вузлів                                           | 13 вузлів                                           |
| Швидкість (підводна)       | 7 вузлів                                            | 7 вузлів                                            |
| Гранична глибина занурення | 150 м                                               | 150 м                                               |
| Екіпаж                     | 25 осіб                                             | 25 осіб                                             |
| Розміри                    |                                                     |                                                     |
| Довжина найбільша (по КВЛ) | 42,7 м                                              | 42,7 м                                              |
| Ширина корпусу найб.       | 4,08 м                                              | 4,08 м                                              |
| Висота                     | 8,6 м                                               | 8,6 м                                               |
| Середня осадка (по КВЛ)    | 3,90 м                                              | 3,90 м                                              |
| Водотоннажність надводна   | 279 т                                               | 279 т                                               |
| Озброєння                  |                                                     |                                                     |
| Артилерія                  | 1 × 2 cm/65 C/30 (1000 снарядів)                    | 1 × 2 cm/65 C/30 (1000 снарядів)                    |
| Торпедно- мінне озброєння  | 3 TA (5 торпед або 18 мін; за іншими даними ТМА 12) | 3 TA (5 торпед або 18 мін; за іншими даними ТМА 12) |

U-18 — малий німецький підводний човен типу II-B для прибережних вод, часів Другої світової війни. Заводський номер 548.

## Бойовий шлях
Введений у стрій 4 січня 1936 року. До 1 серпня 1939 року був приписаний до 1-ї флотилії. 1 вересня 1939 року приписаний до 3-ї флотилії. Здійснив 14 бойових походів, потопив 3 судна (1985 брт), пошкодив 1 судно (7745 БРТ) та 1 бойовий корабель (57 т). Згодом переданий у навчальну 24-ту флотилію. Перевезений у румунську Констанцу і 6 травня 1943 року увійшов до складу чорноморської 30-ї флотилії. Затоплений 25 серпня 1944 року поблизу Констанци, Румунія, в районі з координатами 44°12′ пн. ш. 28°41′ сх. д. / 44.200° пн. ш. 28.683° сх. д..

## Командири
- Капітан-лейтенант Ганс Паукштадт (4 січня — 20 листопада 1936)
- Капітан-лейтенант Гайнц Бедун (30 вересня — 31 жовтня 1937)
- Капітан-лейтенант Макс-Герман Бауер (1 листопада 1937 — 24 листопада 1939)
- Оберлейтенант-цур-зее Ернст Менгерзен (24 листопада 1939 — 2 вересня 1940)
- Капітан-лейтенант Ганс-Гайнц Ліндер (3 вересня — 17 грудня 1940)
- Капітан-лейтенант Ернст Фогельзанг (18 грудня 1940 — 6 травня 1941)
- Оберлейтенант-цур-зее Ганс-Ахім фон Розенберг-Грущинський (7 травня 1941 — 31 травня 1942)
- Оберлейтенант-цур-зее Фрідріх-Вільгельм Віссманн (1 червня — 18 серпня 1942)
- Оберлейтенант-цур-зее Карл Фляйге (3 грудня 1942 — 1 травня 1944)
- Оберлейтенант-цур-зее Ганс-Юрген Барч (2 травня — 25 травня 1944)
- Оберлейтенант-цур-зее Рудольф Арендт (25 травня — 7 червня 1944)
- Оберлейтенант-цур-зее Карл Фляйге (8 червня — 25 серпня 1944)

## Потоплені судна
| Дата              | Тип судна        | Назва судна      | Тоннаж | Статус      | Належність      | Примітка | Вантаж          | Координати                                                  |
| ----------------- | ---------------- | ---------------- | ------ | ----------- | --------------- | -------- | --------------- | ----------------------------------------------------------- |
| 18 листопада 1939 | вантажне судно   | Parkhill         | 500    | потоплено   | Велика Британія |          | 449 тон вугілля | 58°07′ пн. ш. 2°18′ зх. д. / 58.117° пн. ш. 2.300° зх. д.   |
| 23 січня 1940     | вантажне судно   | Bisp             | 1000   | потоплено   | Норвегія        |          | вугілля         | 58°07′ пн. ш. 1°32′ сх. д. / 58.117° пн. ш. 1.533° сх. д.   |
| 29 серпня 1943    | мінний тральщик  | ТСЦ-11 «Джаліта» | 400    | потоплено   | СРСР            |          |                 | 42°30′ пн. ш. 40°48′ сх. д. / 42.500° пн. ш. 40.800° сх. д. |
| 30 серпня 1943    | патрульний катер | СКА-0132         | 57     | пошкоджено  | СРСР            |          |                 | 42°43′ пн. ш. 41°19′ сх. д. / 42.717° пн. ш. 41.317° сх. д. |
| 18 листопада 1943 | танкер           | «Йосип Сталін»   | 7745   | пошкоджений | СРСР            |          |                 | 43°50′ пн. ш. 39°26′ сх. д. / 43.833° пн. ш. 39.433° сх. д. |